# Svatý Kryštof a Nevis na Letních olympijských hrách 2008
Svatý Kryštof a Nevis se účastnil Letních olympijských her 2008 a zastupovali ho 4 sportovci v 1 sportu (1 muž a 3 ženy). Vlajkonoškou výpravy byla sprinterka Virgil Hodge. Nejmladší z výpravy byla Meritzer Williams, které bylo v době konání her 19 let. Nejstarším z výpravy byl Kim Collins, kterému bylo v době konání her 32 let. Nikomu z výpravy se během her nepodařilo získat medaili.

## Pozadí
Svatý Kryštof a Nevis debutoval na letních olympijských hrách v Atlantě v roce 1996 a v Pekingu tak šlo o čtvrtý start této země na letních olympijských hrách. Na olympijské hry v Pekingu země vyslala čtyři atlety, Kima Collinse, Virgil Hodge, Tiandru Ponteen a Meritzer Williams. Dva z atletů, Collins a Ponteen reprezentovali svou zemi již na letních olympijských hrách v Athénách v roce 2004.

## Disciplíny

### Atletika

#### Běh mužů na 100 m
Do mužského závodu na 100 m konaného 14. srpna 2008 nastoupil jediný mužský reprezentant země Kim Collins. Startoval v druhém rozběhu a zaběhl čas 10,17 s, který stačil na druhé místo. Skončil 0,01 s za prvním Asafou Powellem a přímo postoupil do čtvrtfinále. Čas 10,17 s byl ze všech rozběhů na 100 m čtvrtý nejlepší.
15. srpna 2008 se konalo čtvrtfinále závodu kdy Collins nastoupil do třetího běhu. Zaběhl čas 10,07 s a skončil ve svém běhu druhý za Marcem Burnsem za kterým zaostal o 0,02 s. Collins tak přímo postoupil do semifinále. Jeho čas ve čtvrtfinále byl ze 40 atletů sedmý nejlepší.
Semifinálový běh se uskutečnil 16. srpna 2008 a Collins v něm nastoupil do prvního běhu. Dosáhl času 10,05 s a v běhu skončil na pátém místě. Tento výkon na postup do finále nestačil. Celkem se v závodu umístil na 9. místě.

#### Běh mužů na 200 m
Rozběhy na 200 m se konaly 17. srpna 2008. Collins nastoupil do třetího rozběhu kde s časem 20,55 s skončil na druhém místě a přímo postoupil do čtvrtfinále. Za prvním Martonem Devonishem reprezentujícím Spojené království zaostal o 0,06 s. Celkem byl Collinsův čas z 62 startujících atletů sedmý nejlepší.
Čtvrtfinálový běh proběhl 18. srpna 2008 a Collins v něm nastoupil do prvního běhu kde se mimo jiné postavil americkému sprinteru Shawnu Crawfordovu a jamajskému sprinteru Usainu Boltovi. Zaběhl čas 20,43 s a skončil tak na třetím místě se shodným časem s Devonishem a postoupil tak do semifinále.
Během semifinále 19. srpna 2008 nastoupil Collins do druhého běhu a zaběhl čas 20,25 s. Skončil tak na čtvrtém místě a zajistil si postup do finále. Finále se konalo 20. srpna 2008 a vedle Collinse do něho nastoupili i tři američtí sprinteři Crawford, Dix a Spearmon, dále Usain Bolt, britský sprinter Christian Malcolm, sprinter Zimbabwe Dzingai a reprezentant Nizozemských Antil Churandy Martina. Collins zaběhl čas 20,59 s a skončil na posledním místě. Po diskvalifikaci Spearmona a Martiny se posunul na konečné 6. místo.

#### Běh žen na 100 m
Do ženské závodu na 100 m, který se konal 15. srpna 2008 nastoupila pouze Hodge. Startovala ve čtvrtém rozběhu kde s časem 11,59 s skončila na čtvrtém místě. Celkem z 85 sprinterek skončila spolu s jamajskou sprinterkou Sherone Simpsonovou na 28. místě a do čtvrtfinále postoupila na čas.

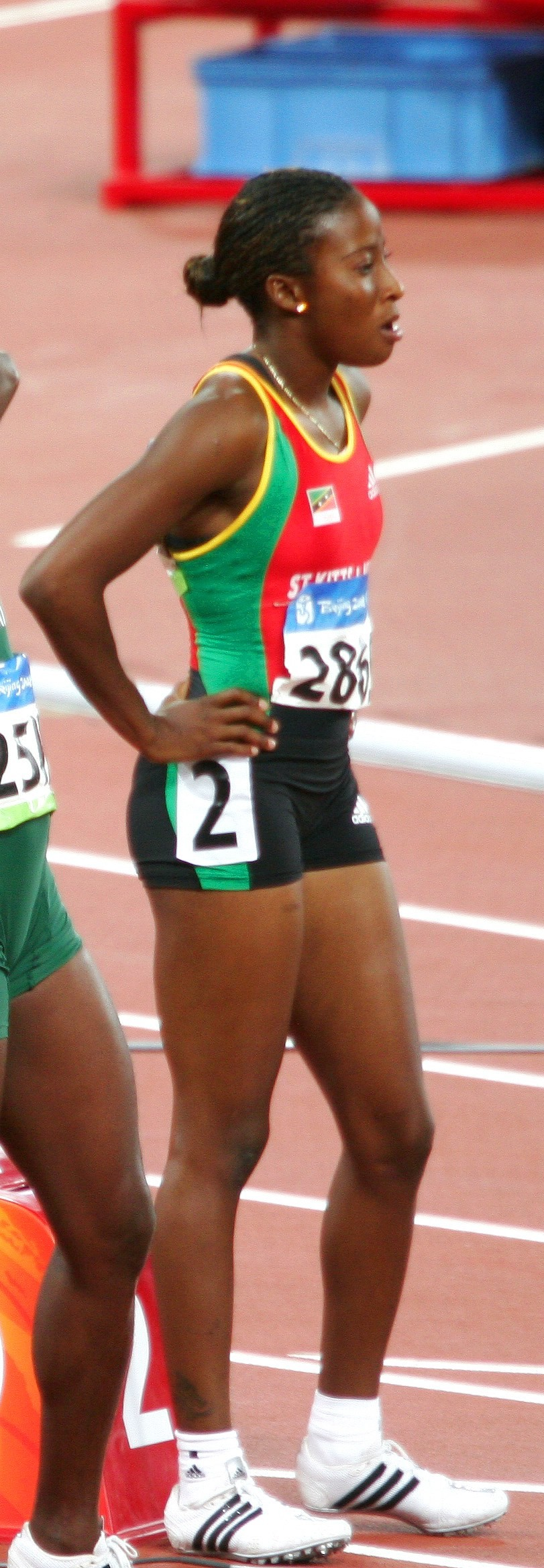
Virgil Hodge na startu běhu na 100 m na LOH v Pekingu

Ve čtvrtfinále nastoupila do prvního běhu kde s časem 11,45 s opět skončila čtvrtá. Za třetí Jeanette Kwakye reprezentující Spojené království zaostala o 0,13 s. Celkem se spolu s norskou běžkyní Ezinne Okparaebovou umístila na děleném 23. místě a do semifinále nepostoupila.

#### Běh žen na 200 m
Do ženského závodu na 200 m, který se konal 18. srpna 2008, nastoupily dvě reprezentantky Svatého Kryštofa a Nevisu. Hodge startovala v prvním a Williams ve třetím rozběhu. Hodge zaběhla čas 23,14 s, který v rozběhu stačil na třetí místo a Hodge si tak zajistila přímý postup do čtvrtfinále. Celkově se v rozbězích z 46 sprinterek umístila na 18. místě. Ve čtvrtfinále nastoupila do čtvrtého běhu vedle jamajské reprezentantky Sheorne Simpsonové či americké sprinterky Muna Lee. Hodge zaběhla čas 23,17 s a skončila 0,02 s za třetí bulharskou sprinterkou Ivet Lalovovou. Skončila tak na 4. místě a do semifinále nepostoupila. Celkově se umístila na 19. místě.
Meritzer Williams ve svém rozběhu zaběhla čas 23,83 s a z osmi sprinterek tak skončila na sedmém místě před reprezentantkou Beninu Fabienne Fereaz. Do čtvrtfinále Williams nepostoupila a celkem se z 46 sprinterek umístila na 38. místě.

#### Běh žen na 400 m
Tiandra „Angie“ Ponteen na olympijských hrách startovala v závodu žen na 400 m. Rozběhy se konaly 16. srpna 2008. Ponteen nastoupila do prvního rozběhu a zaběhla čas 52,41 s. Tento výkon ji v rozběhu zařadil na 5. místo a na postup nestačil. Celkově skončila z 50 běžkyň na 27. místě.
| Sportovec/Sportovkyně | Disciplína   | Rozběh | Rozběh | Čtvrtfinále  | Čtvrtfinále  | Semifinále   | Semifinále   | Finále       | Finále       | Pořadí |
| Sportovec/Sportovkyně | Disciplína   | Čas    | Pořadí | Čas          | Pořadí       | Čas          | Pořadí       | Čas          | Pořadí       | Pořadí |
| --------------------- | ------------ | ------ | ------ | ------------ | ------------ | ------------ | ------------ | ------------ | ------------ | ------ |
| Kim Collins           | 100 m – muži | 10,17  | 2. Q   | 10,01        | 2. Q         | 10,05        | 5.           | nepostoupil  | nepostoupil  | 9.     |
| Kim Collins           | 200 m – muži | 20,55  | 2. Q   | 20,43        | 3. Q         | 20,25        | 4. Q         | 20,59        | 6.           | 6.     |
| Sportovec/Sportovkyně | Disciplína   | Rozběh | Rozběh | Čtvrtfinále  | Čtvrtfinále  | Semifinále   | Semifinále   | Finále       | Finále       | Pořadí |
| Sportovec/Sportovkyně | Disciplína   | Čas    | Pořadí | Čas          | Pořadí       | Čas          | Pořadí       | Čas          | Pořadí       | Pořadí |
| Virgil Hodge          | 100 m – ženy | 11,48  | 4. q   | 11,45        | 4.           | nepostoupila | nepostoupila | nepostoupila | nepostoupila | 23.    |
| Virgil Hodge          | 200 m – ženy | 23,14  | 3. Q   | 23,17        | 5.           | nepostoupila | nepostoupila | nepostoupila | nepostoupila | 19.    |
| Meritzer Williams     | 200 m – ženy | 23,83  | 7.     | nepostoupila | nepostoupila | nepostoupila | nepostoupila | nepostoupila | nepostoupila | 38.    |
| Tiandra Ponteen       | 400 m – ženy | 52,41  | 5.     | N/A          | N/A          | nepostoupila | nepostoupila | nepostoupila | nepostoupila | 27.    |